# Sarametra
Sarametra is een geslacht van haarsterren uit de familie Zenometridae.

## Soort
- Sarametra triserialis (A.H. Clark, 1908)